# Spunk
Albums de Sex Pistols
Never Mind the Bollocks, Here's the Sex Pistols
(1977)
Spunk est un album pirate du groupe britannique de punk rock Sex Pistols sorti en septembre ou octobre 1977 sur le label Blank Records. Leur manager Malcolm McLaren est fortement suspecté d'être à l'origine de cet album.

## Liste des chansons
Toutes les chansons sont écrites et composées par Sex Pistols.
| No  | Titre                                    | Durée |
| --- | ---------------------------------------- | ----- |
| A1. | Lazy Sod (Seventeen)                     | 2:08  |
| A2. | Satellite                                | 4:10  |
| A3. | Feelings (No Feelings)                   | 2:51  |
| A4. | Just Me (I Wanna Be Me)                  | 3:11  |
| A5. | Submission                               | 4:17  |
| A6. | Nookie (Anarchy in the U.K.)             | 4:07  |
| B1. | No Future (God Save the Queen)           | 3:37  |
| B2. | Problems                                 | 4:19  |
| B3. | Lots of Fun (Pretty Vacant)              | 3:09  |
| B4. | Liar                                     | 2:44  |
| B5. | Who Was It (E.M.I)                       | 3:15  |
| B6. | New York (Looking for a Kiss) (New York) | 3:08  |

## Interprètes
- Johnny Rotten : chant
- Steve Jones : guitare, chœurs
- Paul Cook : batterie, chœurs
- Glen Matlock : basse, chœurs